# Стакан

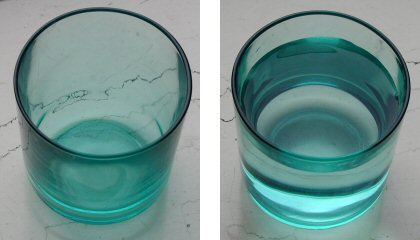
Порожній і повний скляний стакан

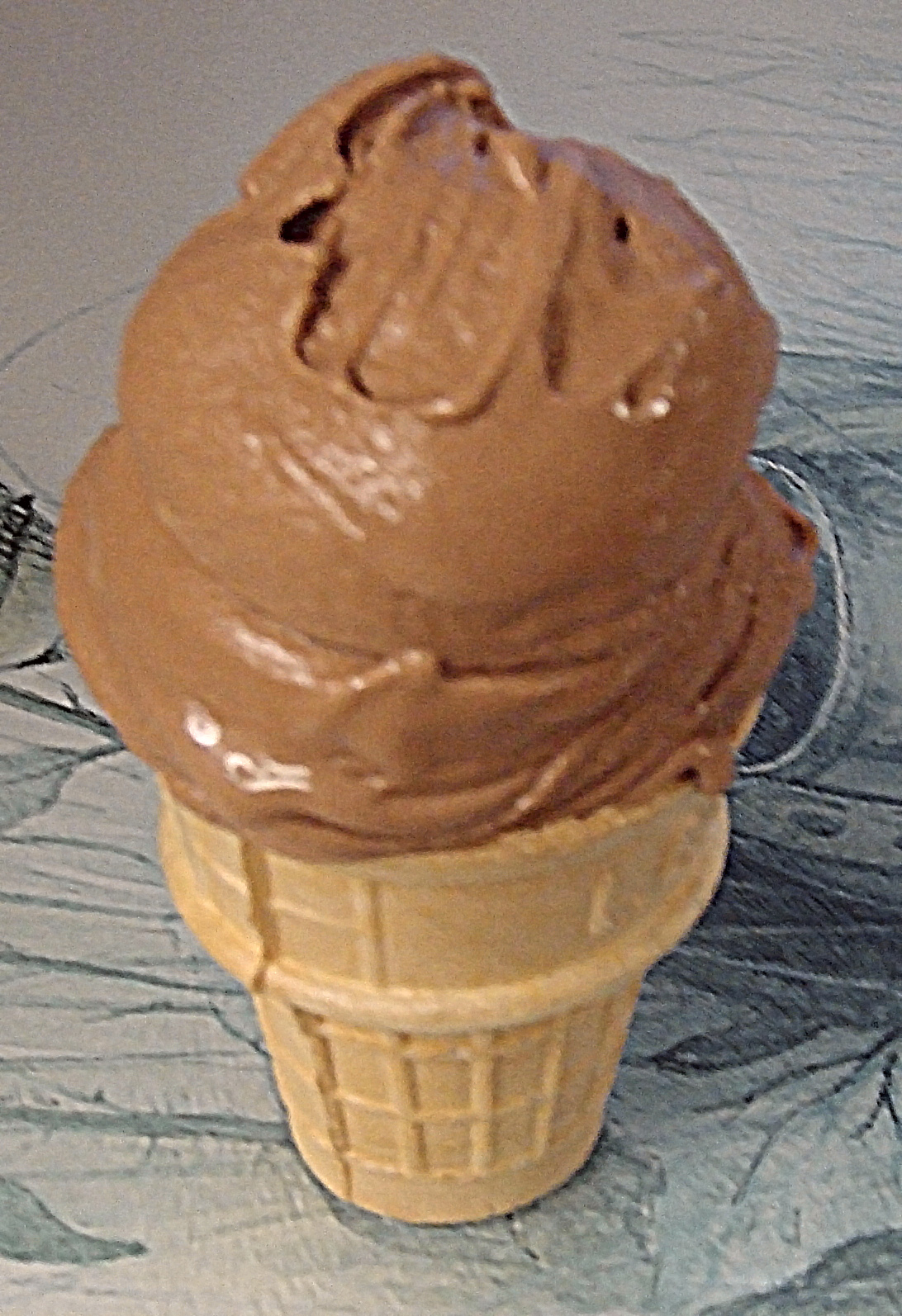
Вафельний стаканець з морозивом

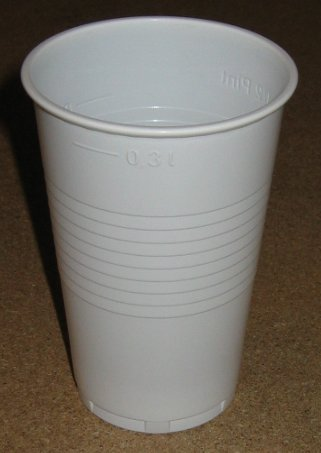
Одноразовий пластиковий стакан

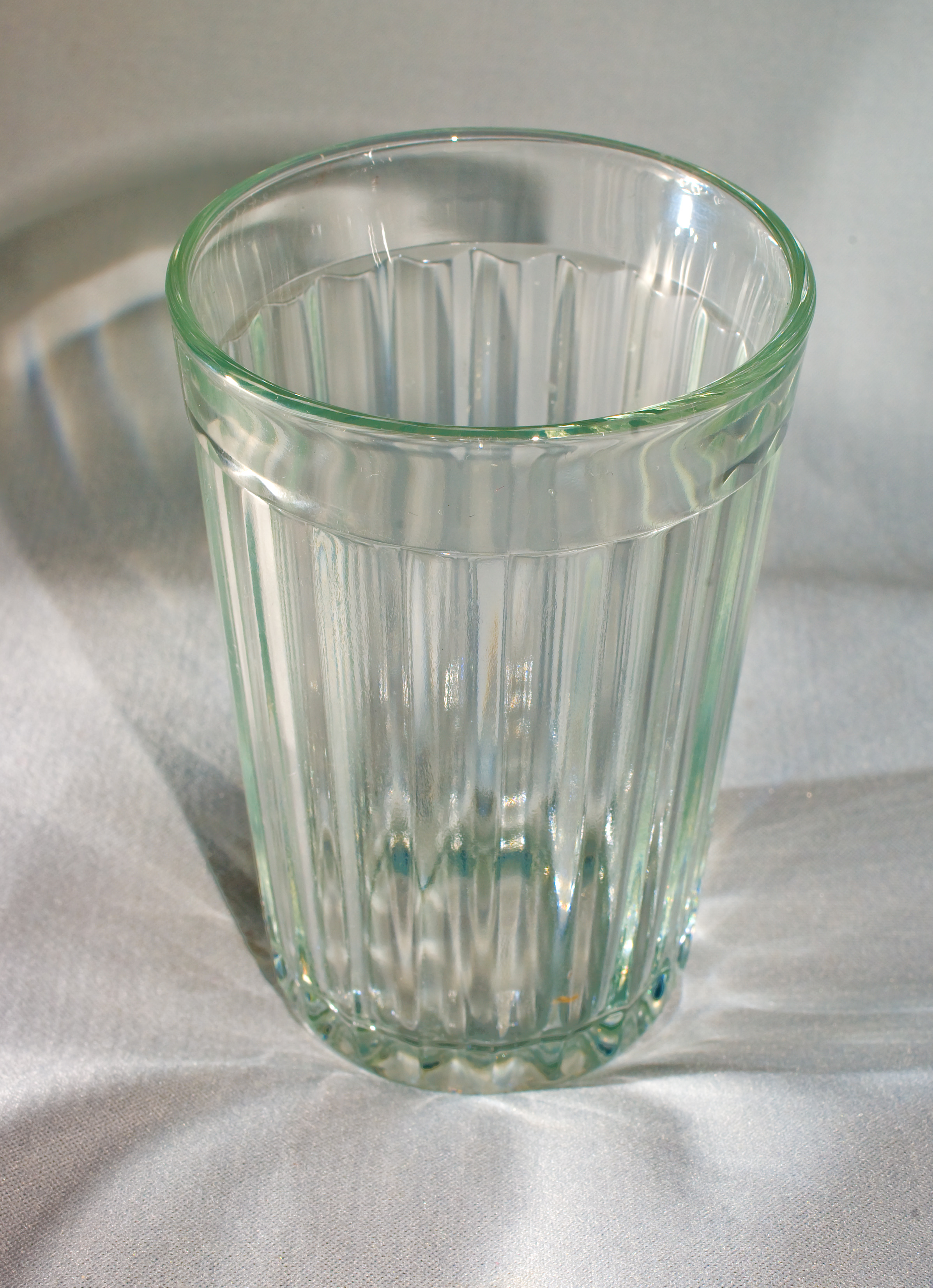
Гранований стакан

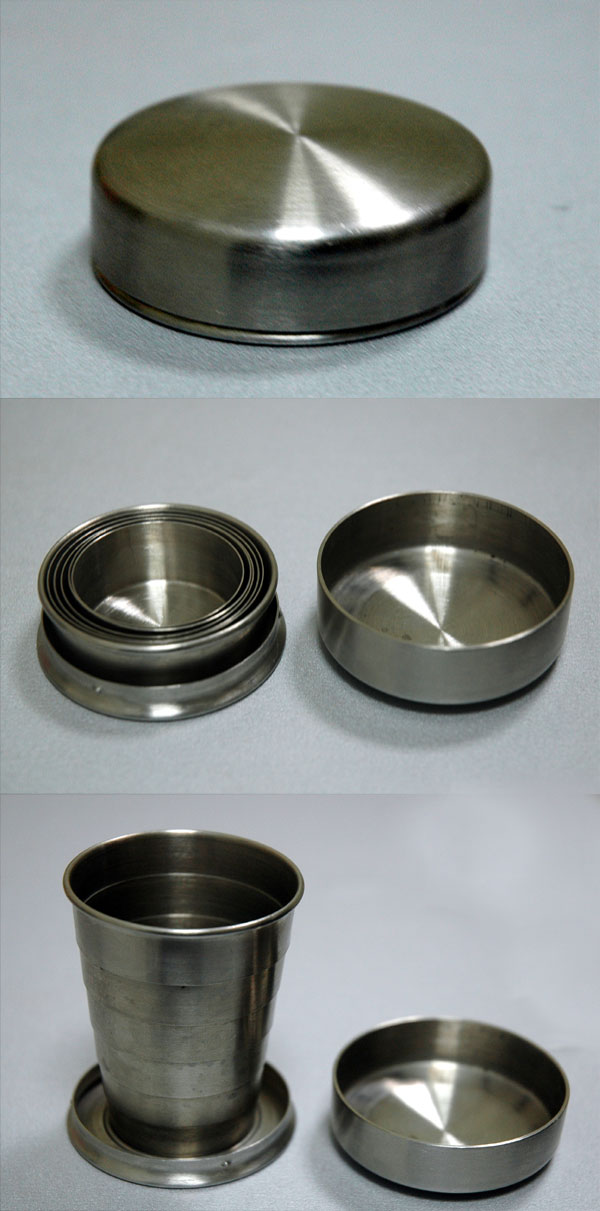
Складаний металевий стакан

Стака́н (з рос.), заст. діал. пуга́р (з угор.) — посудина у формі до циліндра або зрізаного конуса (бувають складнішої форми), зазвичай без ручки. Найчастіше стакани роблять зі скла — тоді щодо них зазвичай використовується термін «склянка». Застосовується для вживання як холодних, так і гарячих напоїв, в останньому разі часто подається із підсклянником.
Стакани роблять з інших матеріалів — пластику (в побуті називаються «пластівки» або «пластянки»), картону, паперу, металу. Існують навіть їстівні стакани — з вафельного тіста, які наповнюють морозивом.
«Стаканами» також називають схожі за формою деталі деяких технічних пристроїв, гільзи артилерійських пострілів.

## Етимологія
Слово стака́н є запозиченням з російської мови. Але в староукраїнській мові була форма цього слова як достака́нъ «склянка», що продовжувала давньоруське достоканъ «посудина для пиття». На староросійському в ґрунті (15-17 ст.) д.-рус. достоканъ скоротилося > достака́нъ > *дъстака́нъ > *дстака́нъ > стака́нъ, після чого повторно запозичилося в українську мову. Давньоруське достоканъ є тюркізмом від діал. тюркського dostaqan (порівняйте чагат. ﻃﺎﺴﻄﺎﻜﺎﻥ‎ (tostakan) «дерев'яна мисочка» і каз. тостаған (tostağan) «стакан», «черпак», «низький круглий посуд типу піали»). Тюркські слова в свою чергу запозичені з персизмами від діал. перс. داستارخان‎ (dostorxun), стандартне دوستکان‎ (dustkân) «велика чашка для пиття». Термін стакан вказується нарівні з склянка у «Словнику української мови в 11 томах», але у «Словарі української мови» гасло «стакан» відсутнє, а для рос. стаканъ відповідником наведене слово пугарь. У «Великому тлумачному словнику української мови» слова стакан і склянка наведені практично синонімами (з такими додатковими значеннями для склянка, як «взагалі скляна посудина, банка», «осколок якого-небудь скляного виробу», «морський пісковий годинник»).

## Стакан чи склянка?

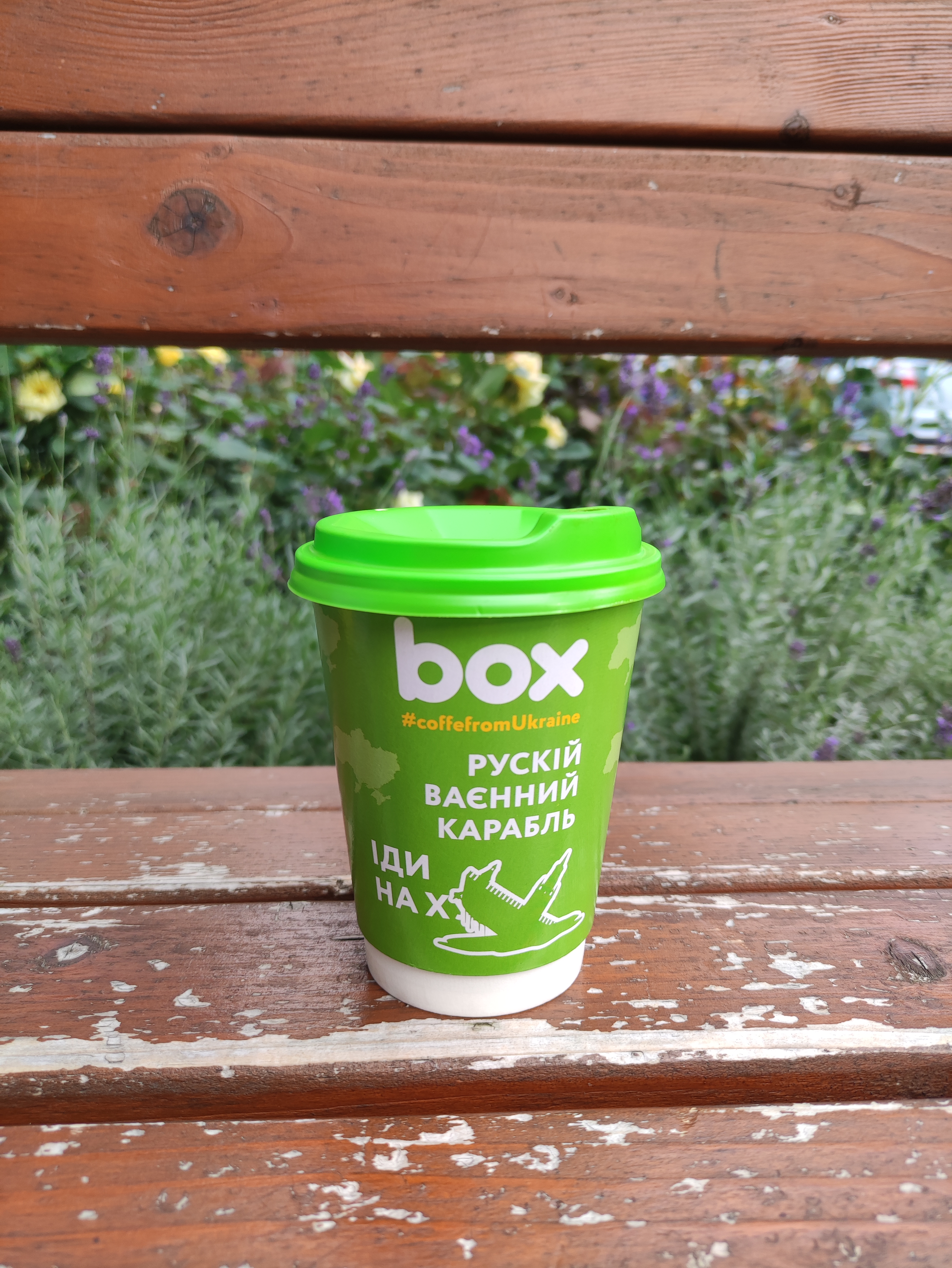
Паперовий стакан

Оскільки слово стакан є за походженням росіянізмом, зараз спостерігають пуристичні тенденції до уникання його в мовленні, заміни іншими словами. Так, скляні стакани приписують називати виключно «склянками», але виникають складнощі з найменуванням стаканів з інших матеріалів, а також у випадках, коли слово «стакан» є складовою технічних термінів (стакан снаряда, буферний стакан, стакан свердловинного насоса). Сучасні словники пропонують свої українські аналоги: пластиковий стакан — «пластівка», «стакан» як технічний термін — «кухоль»[є українською]. Окрім того, зазначають, що в цих випадках цілком припустимо вживати й слово «склянка», оскільки словники ще радянського часу фіксують і такі його вторинні значення, як «гільза снаряда», «технічна деталь». Хоча й слово «склянка» і пов'язане за походженням з «скло» й означає перш за все, скляну посудину (слово зі схожою семантикою засвідчене і в російській мові), внаслідок деетимологізації воно може розширити область своєї первісної семантики, переходячи на вироби з інших матеріалів. На теперішній час рекомендації такі: скляну посудину для рідини правильно називати «склянкою», посудини схожої форми з іншого матеріалу — «стаканами». Також щоб уникнути вживання росіянизму і водночас не називати «склянкою» предмет, що виготовлений не зі скла, філологи[хто?] радять використовувати слова «горнятко», «келишок» тощо.

## Матеріал, форма, розмір, походження
Фізичні характеристики стакана можуть змінюватися в певних межах від одного конкретного виробу до іншого. Якщо ж характеристики виробу виходять за допустимі межі, то краще підходить інша назва, наприклад: фужер, стопка, чарка.
За довгі роки форма і назва зазнали змін. Важливою характеристикою стакана є матеріал, з якого він виготовлений, і властивості цього матеріалу. Найбільш часто стакани зроблені зі скла. Така практика відбилася в тому, що в деяких мовах слова стакан і скло є омонімами: англ. glass, нім. Glas, фр. verre. Проте, слід мати на увазі, що це стосується лише скляних стаканів, а щодо посудин з інших матеріалів, технічних деталей вживаються інші слова (англ. cup, beaker, box, bucket, фр. gobelet). В українській мові назва традиційного скляного стакана також пов'язана з матеріалом виготовлення і, як правило, скляні стакани частіше називають склянками. Стакани бувають, проте, також пластмасовими, паперовими керамічними і металевими. Бувають стакани прозорі (скляні, пластмасові) і непрозорі (паперові, пластмасові, металеві), багаторазові й одноразові (з паперу або пластмаси), складані (з декількох кілець). Матеріал стакана визначає, чи можна ним користуватися для вживання гарячих напоїв чи ні. Зустрічаються навіть їстівні стакани: так, морозиво може продаватися у вафельних стаканчиках.

## Гранчастий стакан
Походження гранчастого стакана достеменно невідомо. Поширена точка зору, що в Росії грановані стакани почали робити в епоху Петра I у місті Гусь-Хрустальний.
Перший радянський гранчастий стакан був випущений 11 вересня 1943 року також скляним заводом у місті Гусь-Хрустальний, найстаршим в Росії.
Класичний гранчастий стакан має — 65 мм в діаметрі і 90 мм у висоту та вміщає 200 мл рідини (до країв). А взагалі випускались стакани різного об'єму: 50, 100, 150, 200, 250 мл. Гранчастий стакан має 16 граней, який за однієї з версій означає, що до складу колишнього СРСР тоді входило 16 союзних республік.
Гранований стакан має ряд переваг порівняно зі звичайною склянкою циліндричної форми. Завдяки своїм граням такий стакан набагато міцніший і може вціліти при падінні на бетонну підлогу з метрової висоти. Тому грановані стакани виробляються донині і використовуються в закладах громадського харчування, а також у пасажирських поїздах (зазвичай із підсклянником).

## Одноразовий стаканчик
Одноразові стаканчики — вид одноразового посуду, який широко використовують у закладах швидкого харчування. Їх не миють, а викидають після використання. Раніше такі стаканчики виготовляли з паперу, з 90-х років 20-го століття переважно виготовляють з пластику.

## Складаний стакан
Складаний стакан складається з підставки і укріплених на ній кілець у вигляді зрізаних конусів. У складеному стані вони поміщаються один під одним, закриті кришкою. У розкладеному положенні телескопічно розкриті вгору.

## Стакан як міра об'єму
Об'єм стакана (склянки) зазвичай 200—250 см³. 12 стаканів (склянок) = 1/4 відра.
Зараз стакан (склянка) також є побутовою мірою об'єму рідини і сипучих тіл, і в цій якості використовується в кулінарних рецептах. У цих випадках мається на увазі об'єм 200 см³.